# Віндіш-Грец

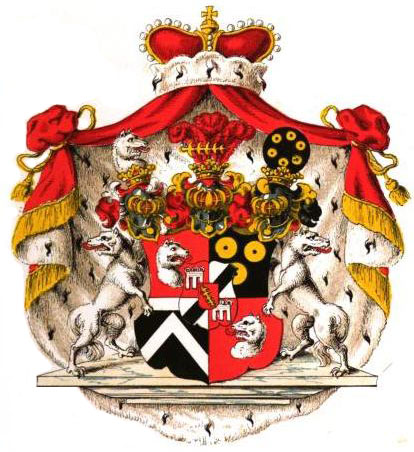

Віндіш-Грец, або Віндішгрец (нім. Windisch-Grätz, Windisch-Graetz, Windischgrätz) — стародавній аристократичний рід Австрійської імперії, що походить із міста Словень Градець (нині територія Словенії). У письмових джерелах перша згадка датується початком XIII століття.

## Відомі представники роду
- Альфред I Віндіш-Грецький (1787–1862), австрійський фельдмаршал (1848)
- Альфред II Віндіш-Грецький (1819-1876)
- Альфред III Віндіш-Грецький (1851–1927), австрійський політик, міністр-президент Австро-Угорщини (11 листопада 1893 до 19 червня 1895)
- Стефанія Віндіш-Грецька (1909–2005), австрійська принцеса, правнучка Франца Йосифа I